# Chinnabalepalli, Mulbagal
Chinnabalepalli là một làng thuộc tehsil Mulbagal, huyện Kolar, bang Karnataka, Ấn Độ.